# Artzentales
Artzentales är en kommun i Spanien. Den ligger i Biscayaprovinsen i den autonoma regionen Baskien i norra delen av landet, 300 km norr om huvudstaden Madrid. Antalet invånare är 736 (2024). Arean är 36,79 kvadratkilometer. Artzentales gränsar till Balmaseda, Villasana de Mena, Karrantza Harana / Valle de Carranza, Valle de Villaverde, Turtzioz / Trucios, Castro-Urdiales och Sopuerta. 